# Rumex bucephalophorus
Rumex bucephalophorus — вид квіткових рослин родини Гречкові (Polygonaceae).

## Опис
Зазвичай однорічна, прямостояча трав'яниста рослина, 5–45(50) см заввишки. Листки чергові двох типів: базальні — є ланцетними або яйцеподібними, довжиною близько 3 см; стеблові — є лінійними та коротшими. Маленькі квіти гермафродити або жіночі, знаходяться в групах по 2–3 в пазухах листків. Період цвітіння триває з лютого по травень. Сім'янка 1,3–2 мм, коричневі.

## Поширення
Батьківщина: Північна Африка: Алжир; Єгипет; Лівія; Марокко; Туніс. Західна Азія: Кіпр; Єгипет — Синай; Ізраїль; Ліван; Сирія; Туреччина. Південна Європа: Албанія; Хорватія; Греція; Італія; Франція; Португалія [вкл. Азорські острови, Мадейра]; Іспанія [вкл. Канарські острови]. Натуралізований у деяких інших країнах. Росте у сухих піщаних ґрунтах, на пустках і часто культивованих і прибережним районах.

## Галерея

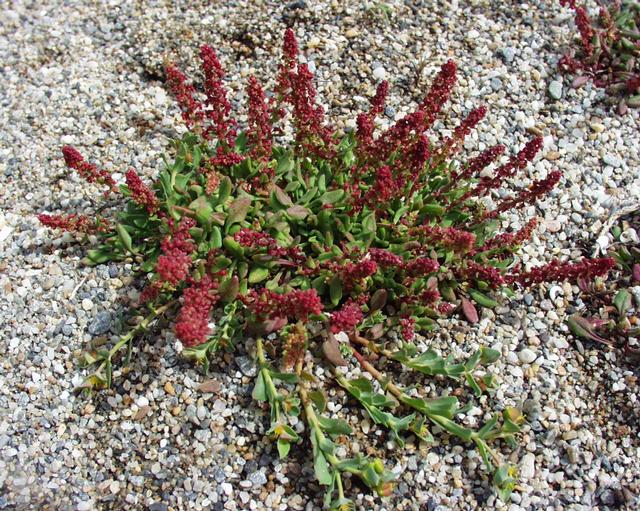
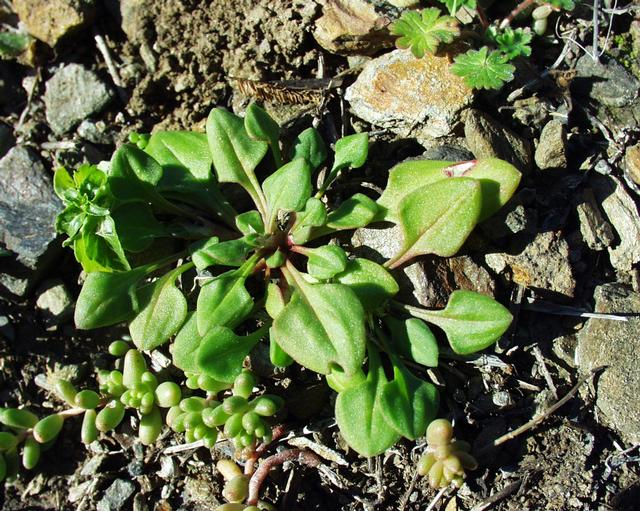
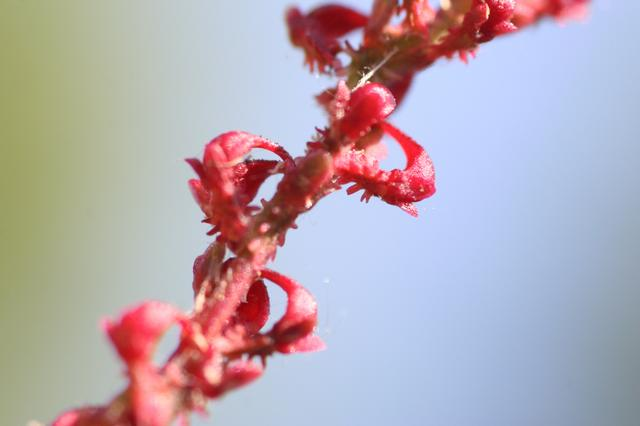